# Luz del Fuego (filme)
Luz del Fuego é um filme brasileiro de 1982 dirigido por David Neves com roteiro de Joaquim Vaz de Carvalho baseado livremente na vida da vedete e naturista brasileira Luz del Fuego.

## Prêmios e indicações
| Evento/Prêmio              | Categoria                  | Recipiente     | Resultado |
| -------------------------- | -------------------------- | -------------- | --------- |
| Festival de Gramado/Kikito | Melhor ator                | Walmor Chagas  | Venceu    |
| Festival de Gramado/Kikito | Melhor atriz               | Lucélia Santos | Venceu    |
| Festival de Gramado/Kikito | Melhor fotografia          |                | Venceu    |
| Festival de Gramado/Kikito | Melhor desenho de produção |                | Venceu    |

## Elenco
- Lucélia Santos...Luz del Fuego
- Walmor Chagas...Senador João Gaspar
- Joel Barcellos...Canário
- Ivan Cândido...Delegado Teodoro Dias
- Helber Rangel...Indalécio Ribeiro
- Ítala Nandi...Isabel, esposa de Gaspar
- Jalusa Barcellos... Maria Júlia
- Maria Sílvia ...Ivonete
- Monique Lafond...Advogada
- Nildo Parente...Frei Delgado, participante do programa de TV
- Paulão...Sabará, auxiliar do delegado Teodoro
- Mário Petraglia...Paco, artista de circo
- Carlos Kroeber...Trancoso
- Wilson Grey...Heleno
- Luiz Carlos Lacerda ...Apresentador do teatro
- Tião d'Ávila ...Pintinho
- Fábio Sabag...Celestino, dono do teatro de revistas
- Celina Sodré...esposa de Canário
- Tamara Taxman...Yara Satã, vedete participante do programa de TV
- Cecil Thiré...comprador da casa
- Cristina Santos...enfermeira de Gaspar
- José de Abreu ...Mestre de cerimônias
- Charles Myara...Repórter
- Guilherme Karan ...Cantor transformista
- Irving São Paulo ...menino do circo
- Marcos Soares...Agildo
- Dayse de Lourenço...Alzira
- Mariana de Moraes...filha de Teodoro
- Carlos Felipe ...Motorista
- Mozart Júnior ...Tratador de cobra
- Riba Neves... Naval
- Renato Coutinho  ...Apresentador
- Beatriz Horta... Jornalista
- Emilia Rey ...Filha de Gaspar
- Betty von Wien...Compradora
- Laís Chamma  ...Mulher de Canário
- Flávio Antônio...Jacaré
- Luis Antônio
- Carlos Alberto Leite...Médico
- Angélica Rubi...Moça da Festa

## Sinopse
A história começa nos dias atuais com o idoso senador carioca José Gaspar indo de barco, ao lado da enfermeira dele, à Ilha do Sol, ex-colônia naturista da antiga vedete Luz Del Fuego de quem fora amante. Logo a seguir, a mulher é mostrada ainda jovem, por volta do início da década de 1950, vivendo com seu amante Paco no circo em que trabalhavam, no momento em que ela resolveu adotar o nome artístico de Luz Del Fuego (copiado da marca de um batom). Mudando para o teatro de revista, Luz Del Fuego se torna conhecida no Rio de Janeiro ao se apresentar dançando com serpentes e vestida de índia. Seu comportamento considerado escandaloso a leva a que seja presa várias vezes (quando se torna amante do delegado Teodoro, um homem casado, e amiga do repórter policial Indalécio). Ela se envolve com o então poderoso e corrupto deputado e depois senador José Gaspar, que a protege das confusões legais e lhe dá uma bela casa, além de alugar um teatro com Indalécio como gerente, para que a vedete se apresente junto a um elenco formado por dançarinas seminuas e artistas homossexuais, dentre eles Agildo, que se torna um fiel companheiro. Tornando-se adepta do naturismo, Luz Del Fuego cria constrangimentos cada vez maiores para Gaspar, fundando o Partido Naturalista Brasileiro (cujo lema era "Todo Mundo Nu", escrito por Indalécio) e, em 1959, comprando uma ilha no litoral carioca, a qual transforma numa colônia de nudismo. Na ilha ela conhece Canário, um barqueiro que se torna outro de seus amantes. A vida dela termina de forma trágica e todos os homens com quem mantivera relacionamentos acabam sendo suspeitos de seu possível assassinato.